# Joseph P. Comegys

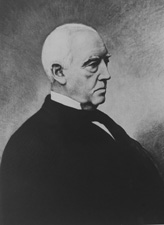
Joseph P. Comegys

Joseph Parsons Comegys, född 23 december 1813 i Kent County, Delaware, död 1 februari 1893 i Dover, Delaware, var en amerikansk politiker och jurist. Han representerade delstaten Delaware i USA:s senat 1856-1857. Han var son till Cornelius P. Comegys som var guvernör i Delaware 1837-1841.
Comegys studerade juridik och inledde 1835 sin karriär som advokat i Dover. Senator John M. Clayton avled 1856 i ämbetet och efterträddes av Comegys. Han efterträdds redan i januari 1857 av Martin W. Bates. Comegys var whig och gick senare med i demokraterna.
Comegys tjänstgjorde som chefsdomare i Delawares högsta domstol 1876-1893. Han avled en kort tid efter att ha avgått som chefsdomare på grund av hälsoskäl och gravsattes på Presbyterian Cemetery i Dover.